# Ибука, Масару
Масару Ибука (яп. 井深大 Ибука Масару, 11 апреля 1908, Никко, Япония — 19 декабря 1997, Токио, Япония) — японский инженер и предприниматель, один из основателей корпорации Sony, создатель новаторских концепций по воспитанию и обучению детей раннего возраста, автор широко известной книги по раннему развитию детей «После трёх уже поздно».

## Биография
Родился 11 апреля 1908 года в префектуре Тотиги в семье инженера.
В 1926 году стал одним из первых радиооператоров-любителей в Японии (первый позывной — 3BB, впоследствии J3BB).
В 1933 году окончил электротехнический факультет Университета Васэда (сокурсники прозвали его «гением-изобретателем»), дипломная работа получила приз на Парижской выставке. 
Во время войны служил офицером в японском военном флоте. Был членом комитета военно-морского флота по исследованиям. Разрабатывал авиационный магнитный датчик для обнаружения подводных лодок.
В 1946 году Ибука и Акио Морита совместно основали корпорацию Sony, которая первоначально называлась «Токийской телекоммуникационной инженерной корпорацией».